# Palestina (Orós)

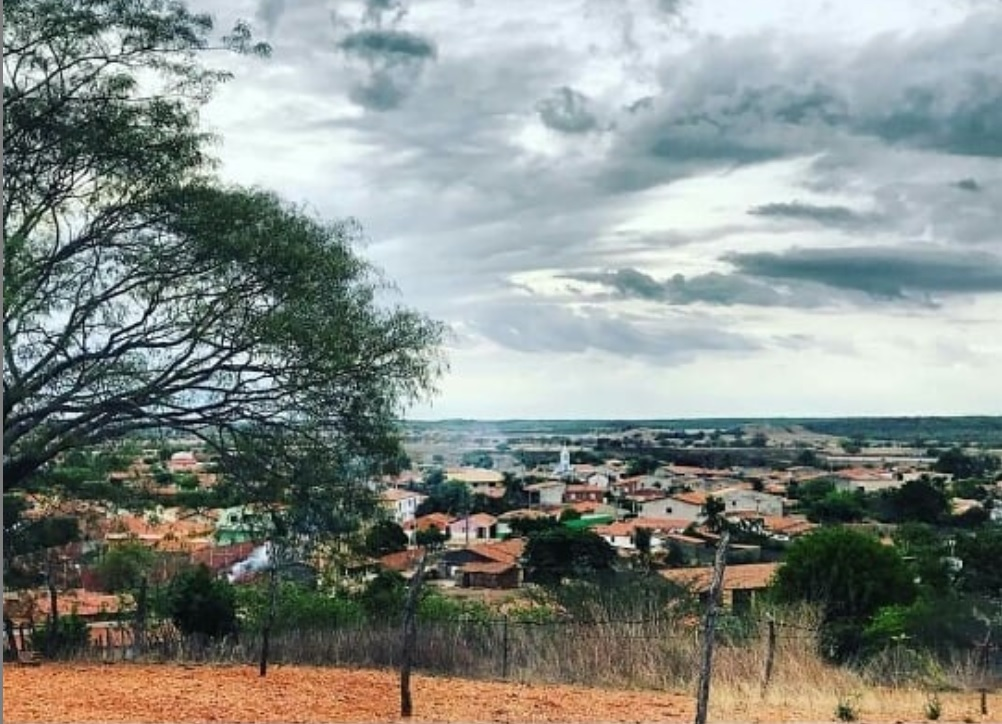
Vista do distrito de Palestina. Autor: Desconhecido. Ano: 2020.

Palestina é um distrito da cidade de Orós, localizada na região centro-sul do estado do Ceará, Brasil.

## História

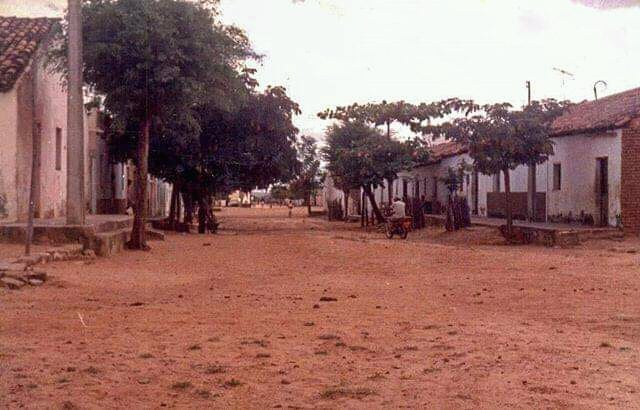
Trecho da Avenida Manfredo Ferreira Lima ainda sem calçamento. Fotografia feita nos anos 80.

### Origens

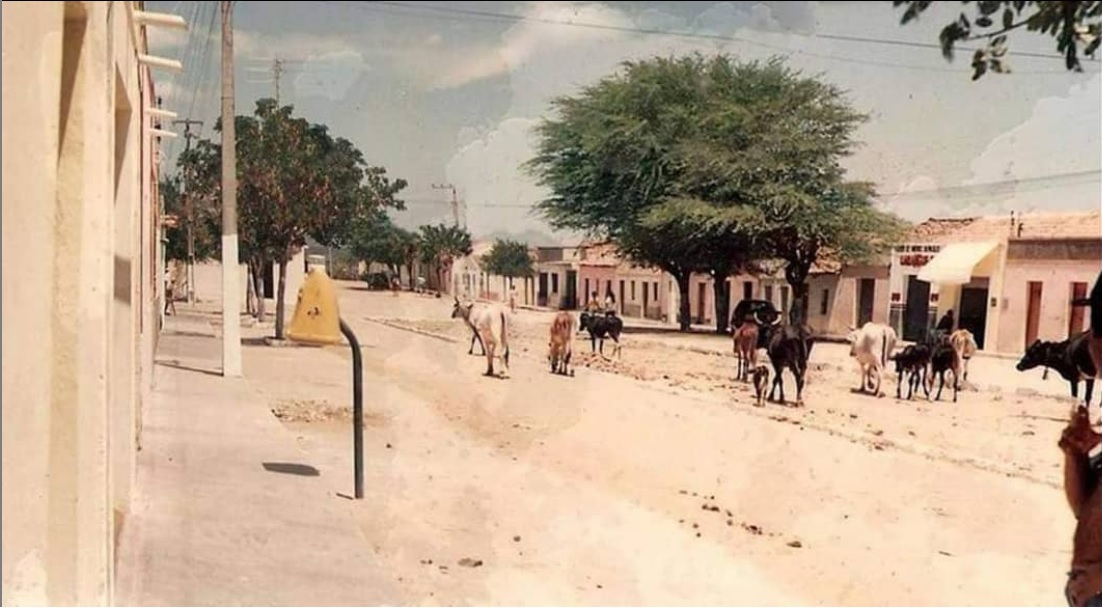
Trecho da Avenida Manfredo Ferreira Lima na altura do local onde seria construída a praça. Fotografia do começo dos anos 90.

Segundo relatos dos moradores mais antigos do distrito, originalmente a localidade era conhecida como Sítio Manuel Pereira. Tendo seu núcleo original de povoamento na região da chamada "Rua Velha". Nasceu como um pequeno povoado de agricultores. 
Posteriormente, com o advento das obras do Açude de Orós no final dos anos de 1950 e início de 1960, sob o Governo de Juscelino Kubitschek, a região passou a receber inúmeros refugiados das zonas alagadas pelo novo reservatório. Assim como os distritos de Igarói, Santarém e Guassussê, Palestina acolheu diversas famílias oriundas da antiga comunidade da Conceição do Buraco. 
Refugiadas e com poucos recursos, as famílias que migravam das zonas alagadas pelo represamento do Rio Jaguaribe buscavam novos locais de moradia e oportunidade de trabalho para reconstruir suas vidas. Na região próxima ao antigo Sítio Manuel Pereira havia um grande proprietário de terras chamado Manfredo Ferreira Lima, que compadecido pela situação precária dos migrantes resolveu doar alguns dos seus domínios para fundação de uma nova localidade.        

De acordo com a história oral e com as memórias mais antigas, o nome Palestina foi sugerido por um padre que habitava a localidade. Como os moradores gostaram, o novo vilarejo passou a adotá-lo. 

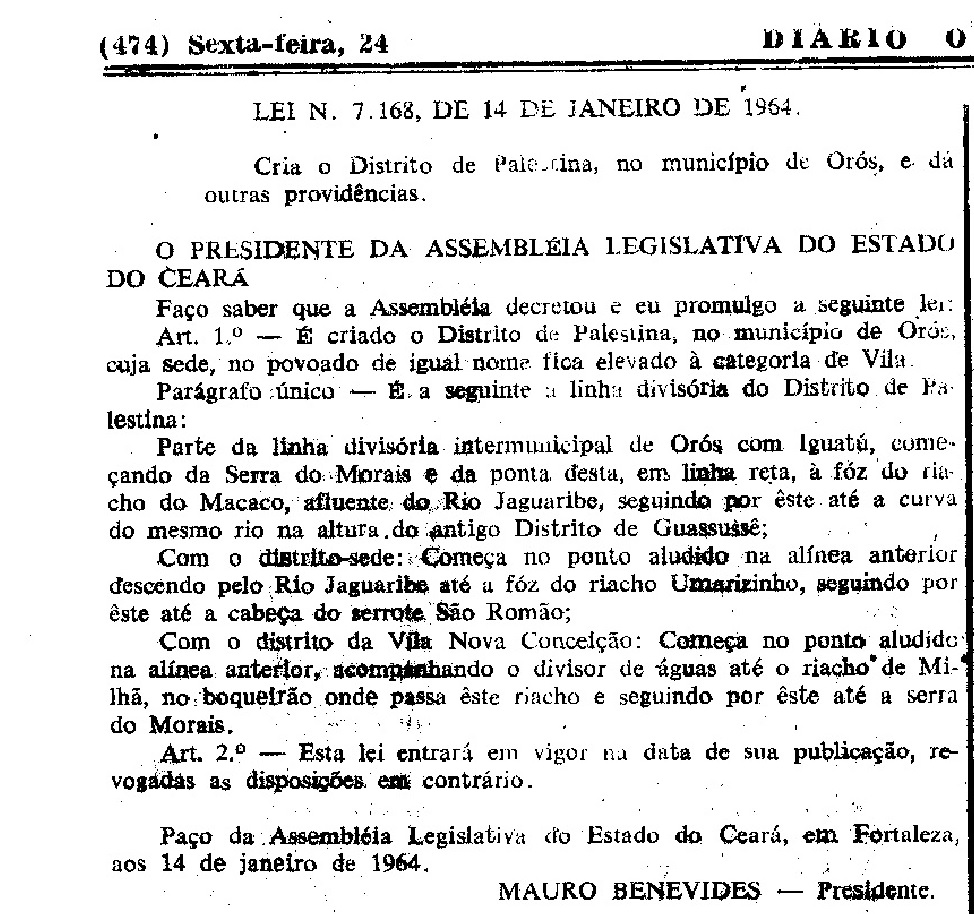
Criação do distrito de Palestina em 14 de janeiro de 1964 pela Lei 7.168

Oficialmente o distrito de Palestina foi criado pelo governo estadual no dia 14 de janeiro de 1964, pela Lei 7.168. Destarte, a comunidade celebra o seu aniversário no dia 16 de agosto e tem como marco originário o ano de 1959, quando foi colocada a pedra fundamental da Igreja da Imaculada Conceição, configurando o nascimento do povoado nas terras cedidas pelo latifundiário Manfredo Ferreira Lima. 

#### O roubo da santa
De acordo com as narrativas fornecidas pelos cidadãos mais antigos de Palestina, ao se retirarem da comunidade da Conceição do Buraco alguns moradores daquele lugar levaram consigo a imagem da Imaculada Conceição de Maria que tinham na igreja do local.
Vista como protetora e auxiliadora naquele momento tão difícil de migração, ao se fixarem em Palestina os antigos habitantes da Conceição do Buraco erigiram uma capela em sua homenagem e lá depositaram a imagem que haviam trago consigo das terras ancestrais. Assim, com muita fé e devoção, a proclamaram como santa padroeira do seu novo lugar e estabeleceram o dia 8 de dezembro como festividade, seguindo o calendário católico.
Entretanto, outros moradores da antiga Conceição do Buraco haviam se estabelecido em Guassussê e com o coração dominado pela mágoa, não aceitaram que a imagem da santa ficasse em Palestina. Desse modo, alguns deles organizaram um plano maldoso e na calada da noite invadiram sorrateiramente a capela de Palestina para furtar a imagem carregada com tanta fé e devoção pelo povo. O plano, apesar de maquiavélico, foi um sucesso e os ladrões levaram para Guassussê a imagem furtada da Imaculada Conceição, o que fez com que as duas comunidades passassem a ter a mesma padroeira.

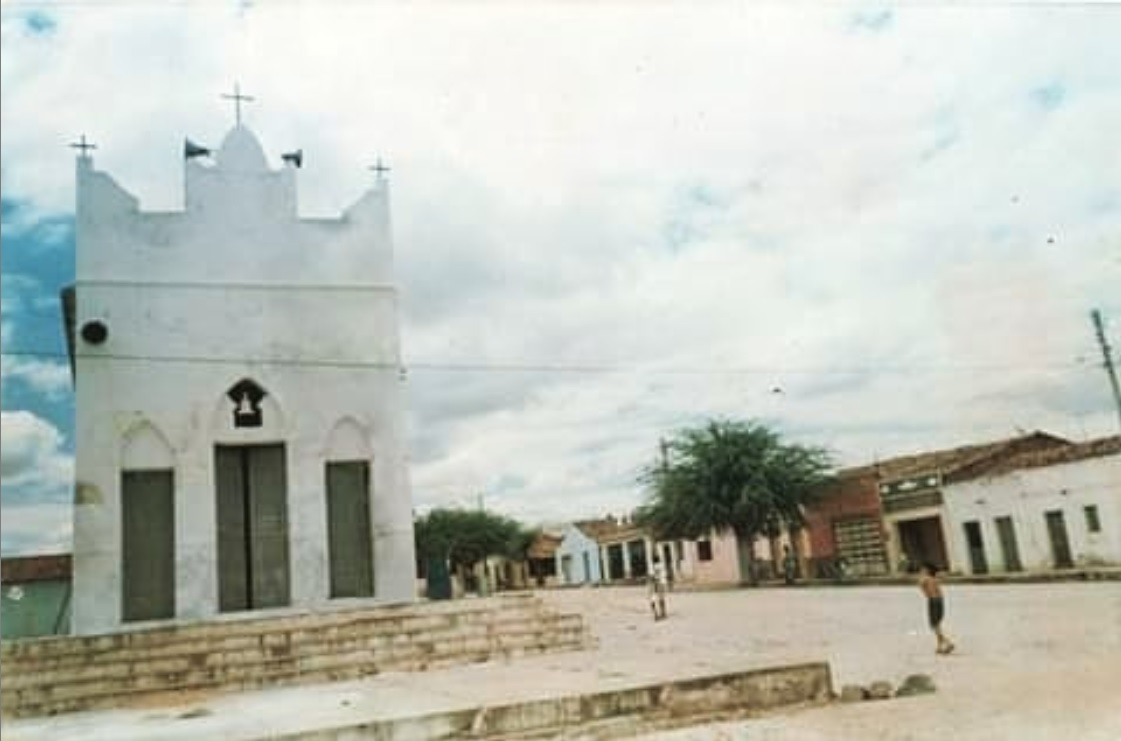
Igreja de Nossa Senhora da Conceição nos anos 90 - Palestina - Orós - Ceará.

## Geografia

### Clima
Por encontrar-se localizada na zona do sertão cearense, com um clima semiárido, Palestina conta com duas estações bem definidas, os chamados: inverno e verão. O inverno é a época da chuvas, compreendendo basicamente os meses de fevereiro, março, abril e maio (também chamada de quadra chuvosa). Os meses mais quentes são os de setembro, outubro, novembro e dezembro, contando com um volume de chuvas ínfimo.

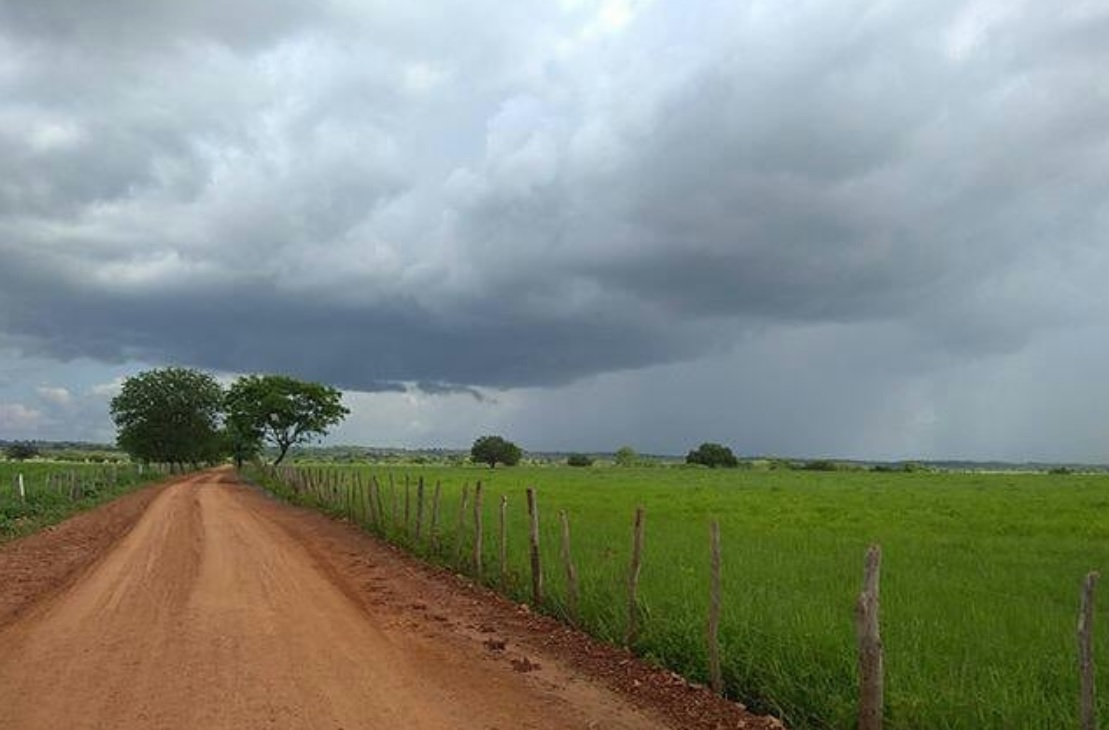
Temporada de chuvas na zona rural de Palestina, Orós - Ceará. Foto: Maria Martins.

### Subdivisão territorial
O núcleo urbano é subdividido em seis bairros: Centro, Alto do Padre Cícero, Alto do Cruzeiro, Pé de Serrote (também chamado de Bairro Madalena), Populares e Rua Velha. 
O distrito de Palestina é o mais populoso dos que compõem a cidade de Orós, contando com 14 sítios na sua circunscrição administrativa.

### Abastecimento hídrico

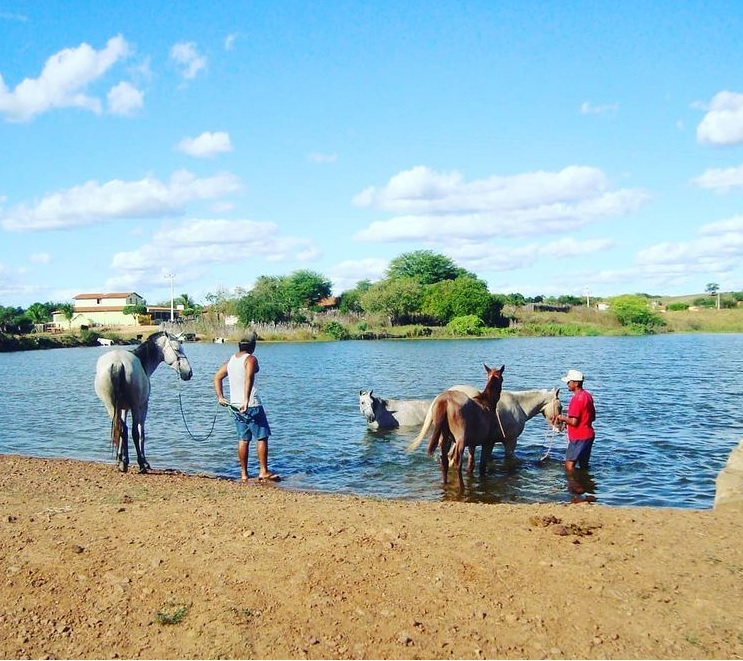
Vaqueiros dando água aos cavalos no Açude Novo. Palestina, Orós - Ceará.

A região se encontra localizada na Sub-bacia Hidrográfica do Alto Jaguaribe, sendo administrada pela COGERH. 
O núcleo urbano de Palestina conta com abastecimento de água encanada em todas as casas realizado pela CAGECE, com água originária do Açude Orós.
O distrito, no seu núcleo urbano, também possui outros seis açudes que são utilizados como fonte de abastecimento na criação de animais. São eles: Açude Novo, Açude do Deca, Açude da SUDENE (ou Açude do Cruzeiro), Açude do Enoque, Açude do Luís Roseno e Açude Grande.
O distrito é cortado por alguns riachos, como o Riacho do Macaco e o Riacho Maniçoba.

### Relevo
Localiza-se na região da Depressão Sertaneja, nas proximidades da área alagada pelo represamento do Rio Jaguaribe para construção do Açude Orós. Possui uma altitude variando entre 0 e 200 metros acima do nível do mar. 
A região do núcleo urbano do distrito é cercada por pequenos morros na porção leste e sudeste, popularmente chamados de serrotes. 

### Vegetação
No território do distrito de Palestina encontra-se vegetação do bioma caatinga, característica do clima semiárido, com a maior presença de plantas com pouca folhas e adaptadas para os períodos de secas.
É possível perceber na região um tipo de vegetação adaptada à aridez do solo e a escassez de água. Dependendo das condições naturais das áreas em que se encontram, apresentam diferentes características.
Quando em zonas em que a umidade do solo é mais favorável, a vegetação local se assemelha à mata, podendo ser encontradas árvores como o juazeiro, também conhecido por laranjeira do vaqueiro, a aroeira e a baraúna.
Nas regiões mais secas, de solo raso e pedregoso, a vegetação local se reduz a arbustos e plantas tortuosas, menores, deixando o solo parcialmente descoberto. Em algumas áreas aparecem também plantas cactáceas, como o facheiro, o mandacaru e o xique-xique, além de certas bromeliáceas, como a macambira.
Na região, também é possível encontrar outras plantas típicas da caatinga, tais como juremas, angicos, catingueiras, pereiros, faveleiras, malvas brancas e umbuzeiros. 
Além da vegetação típica da caatinga, é possível encontrar plantas oriundas de outras regiões do mundo, destacando-se a presença de algarobas e mangueiras no distrito. 

## Economia
A economia do distrito de Palestina tem como base quatro atividades econômicas que são a agricultura, pecuária, piscicultura e a prestação de serviços do comércio local. Além destas, é possível encontrar também atividades complementares, como a apicultura e o artesanato.   

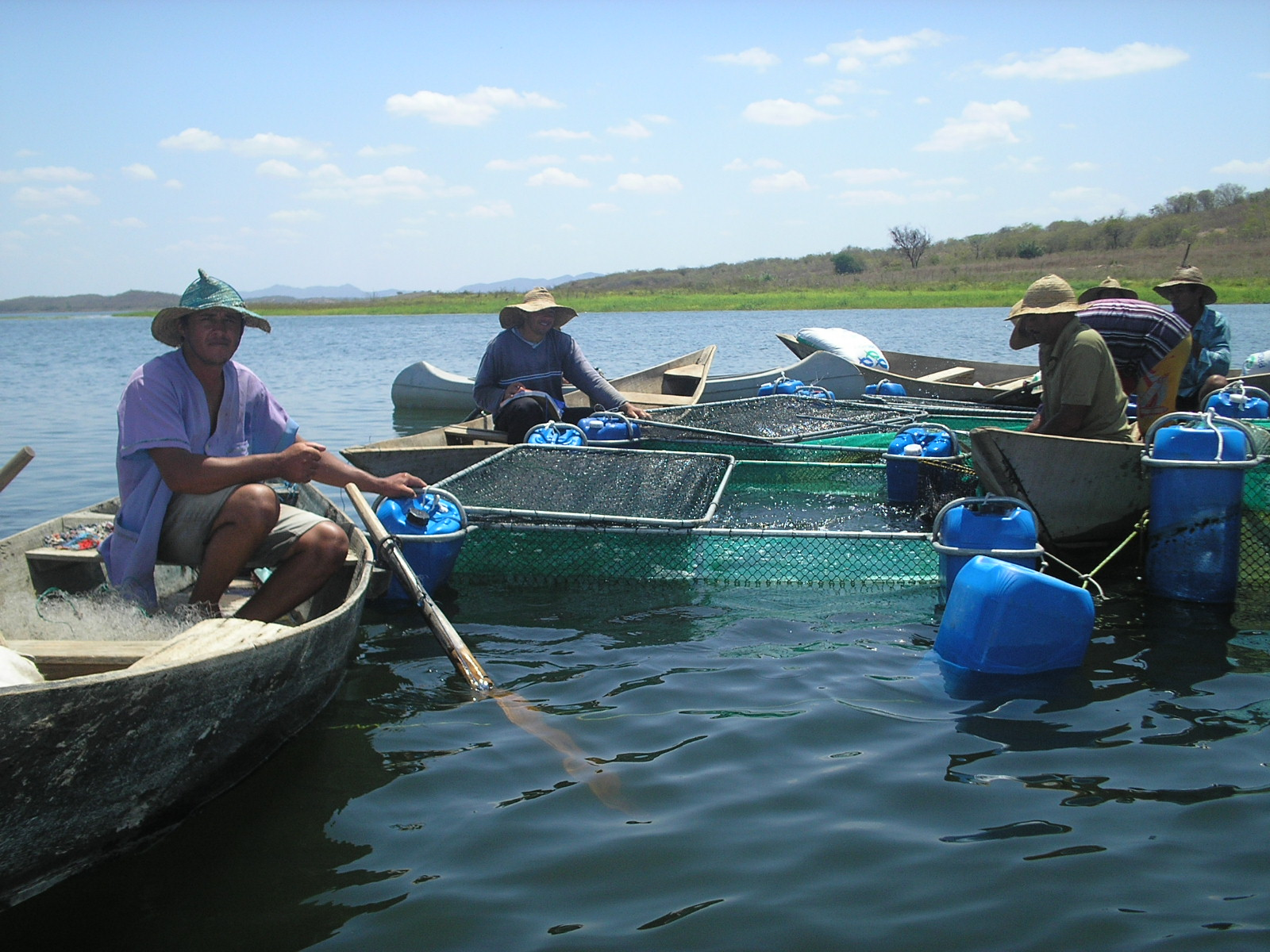
Piscicultores do Sítio Jurema verificando suas gaiolas. Ano: 2006.

#### Agricultura
A agricultura garante o sustento de muitas famílias, sobretudo quando se tem um bom inverno, período de chuvas no local, com o plantio principalmente de milho e feijão. É uma atividade presente na comunidade como também nos sítios.

#### Pecurária
Na pecuária, a produção com maior representatividade é a de leite de vaca, vendida para o consumo dos moradores locais, assim como o armazenamento em tanques e repasse para empresas de produtos lácticos. É feita também a criação para o abate de gado e suíno.

#### Piscicultura

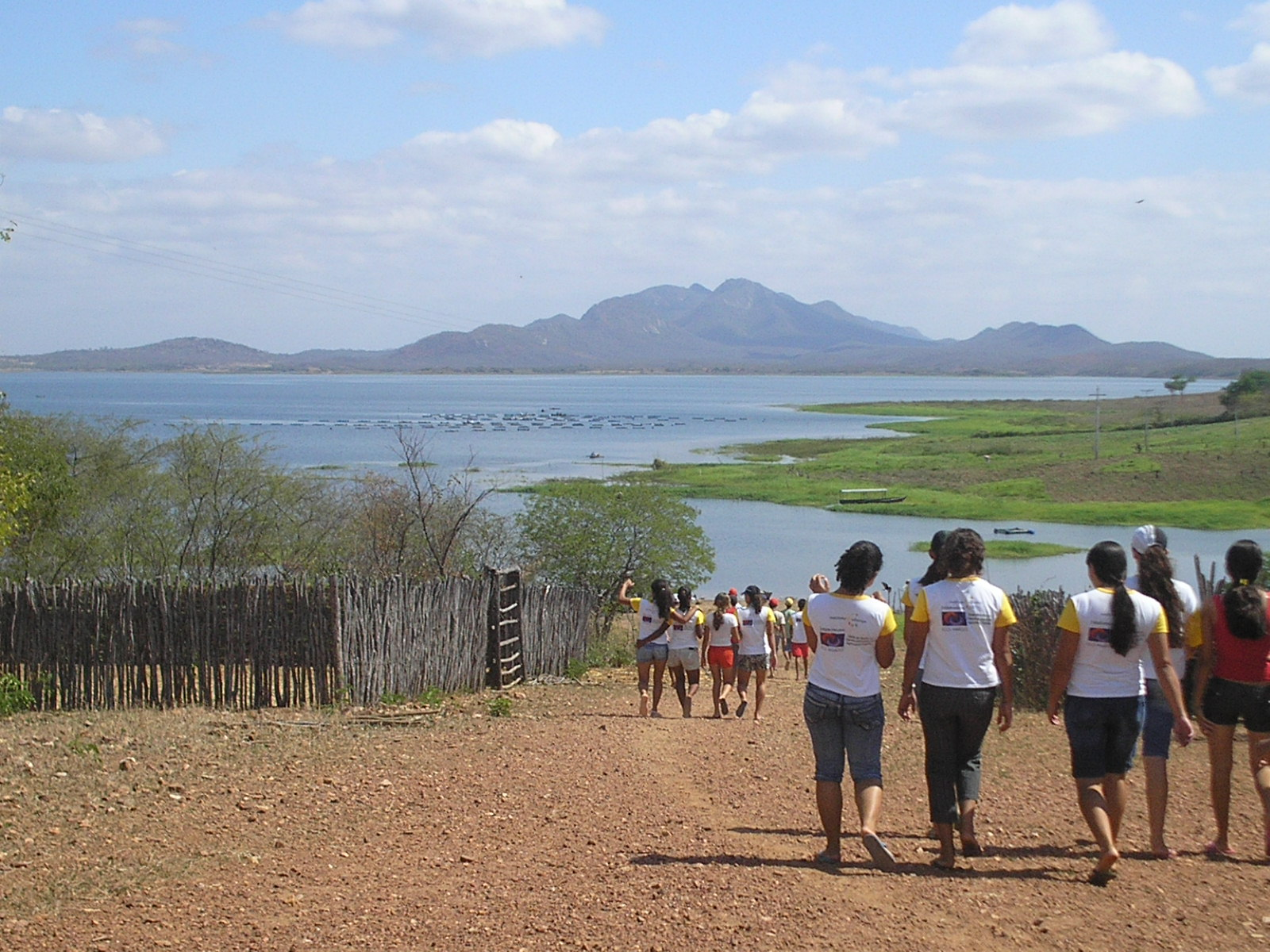
Gaiolas de piscicultura no Açude de Orós, região do Sítio Jurema. Ano: 2006.

A atividade de piscicultura se desenvolve nos sítios Pereiro dos Pedros, Brejinho, Jurema, Tabuleiro, Jardim e Riacho Fundo que são banhados pelo açude Orós e possuem criatório em gaiola do peixe tilápia, assim também como pesca em anzol e uso de covos, armadilha feita de tubo PVC ou tala de carnaúba, para pega de camarão.

#### Comércio
O comércio local tem a participação de micro e pequenas empresas que geram oportunidade de empregos para os habitantes e movimentam a economia. Mercados de produtos de alimentação, higiene, limpeza e variedades. Padarias, lanchonetes, farmácia, quitandas, produção de doces, gráficas, lojinhas de variedades, oficinas, ateliê, lojas de roupas e bares.

#### Apicultura
É possível encontrar o trabalho de apicultores na região dos sítios do distrito. Os rendimentos decorrentes da atividade são utilizados como complementação de renda para diversas famílias de agricultores, pescadores e pecuaristas. 

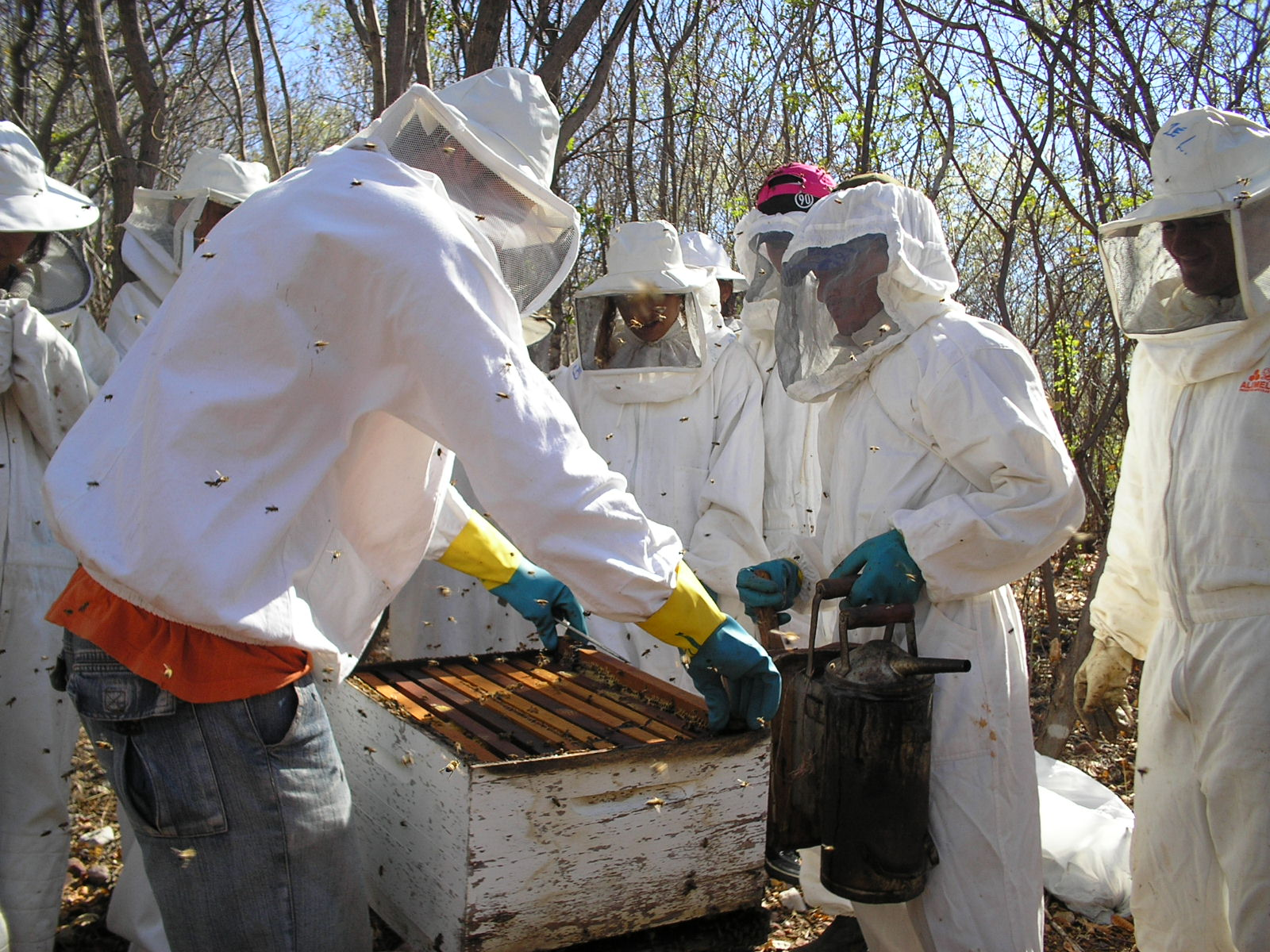
Treinamento de apicultores de Palestina em curso oferecido pelo Instituto Elo Amigo. Ano: 2006.

## Educação

### Educação Infantil
Esta etapa de ensino é ofertada na Escola Municipal Padre Djalvo Bezerra de Alencar, conhecida como "Grupo de Cima". 

### Ensino Fundamental I e II
Estas etapas de ensino são ofertadas na Escola Municipal Manuel Leite Barbosa, conhecida como "Grupo de Baixo". Além dos alunos da sede do distrito, a escola atende estudantes oriundos de alguns sítios. 
No sítio Pereiro dos Pedros existe a Escola de Ensino Fundamental Joaquim Pedro da Silva. 

### Ensino Médio
O distrito de Palestina é o único de Orós, além da própria sede, que oferta o Ensino Médio. Por meio de uma parceria estabelecida em 2006 entre a Escola Municipal Manuel Leite Barbosa e a Escola Estadual de Ensino Médio Epitácio Pessoa, foi criado um Anexo desta última, facilitando a vida de centenas de estudantes. 
Com a criação do Anexo no distrito, os jovens da comunidade não precisam mais se locomover quase 30 quilômetros até a sede para estudar.  

### Ensino Superior
Não são ofertados cursos de Ensino Superior diretamente no distrito. Assim sendo, os jovens e adultos da comunidade fazem seus estudos universitários na sede do município ou em outras cidades. Palestina conta com pessoas formadas ou estudando nas mais diversas áreas do conhecimento, tais como fisioterapia, serviço social, psicologia, engenharia civil, engenharia de produção, direito, economia, história, geografia, matemática, letras, pedagogia e muitas outras. Entre as universidades que recebem estudantes oriundos de Palestina destacam-se: UniVS, UECE, UNIFOR, URCA, UFC, PUC-SP e USP. 

## Festividades

### Quadrilhas - Festitude Junino[9]
O distrito conta com uma das mais tradicionais quadrilhas da região centro-sul, a Sol do Meio-dia, fundada por adolescentes nos anos 90. Ao longo dos anos 2000 o distrito realizava o Festitude Junino, um festival de quadrilhas organizado pelo Grupo Atitude Jovem. O festival contava com a apresentação de diversas quadrilhas e também com shows de bandas de forró. Atualmente o festival se encontra em hiato.  

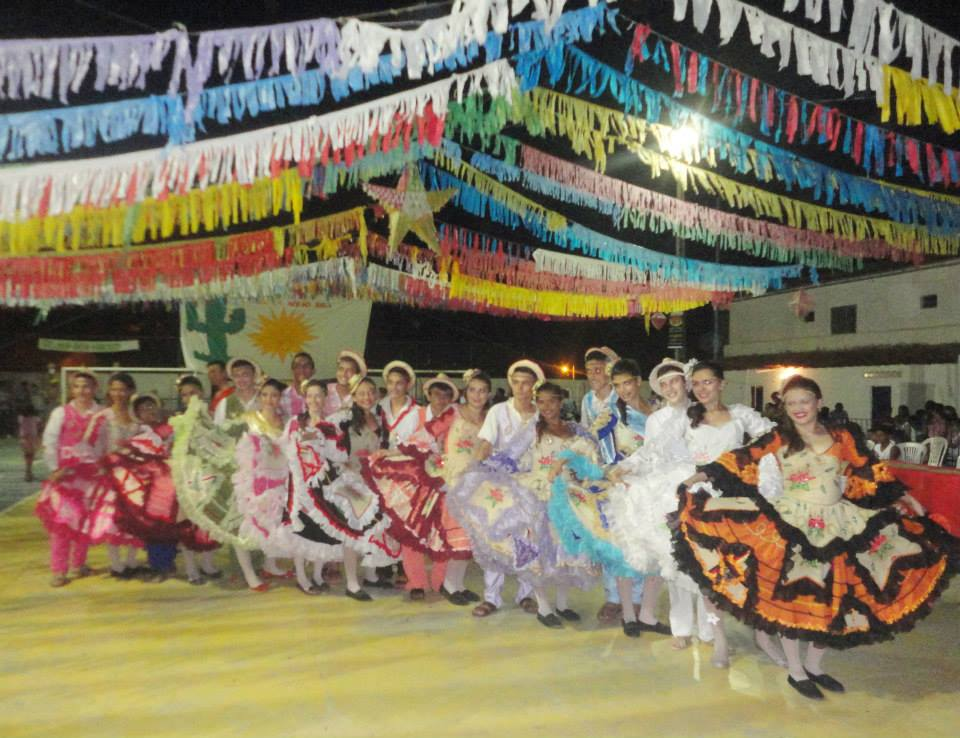
Antigos membros da Quadrilha Sol do Meio-dia.

### Festa da Padroeira - Imaculada Conceição - 8 de Dezembro

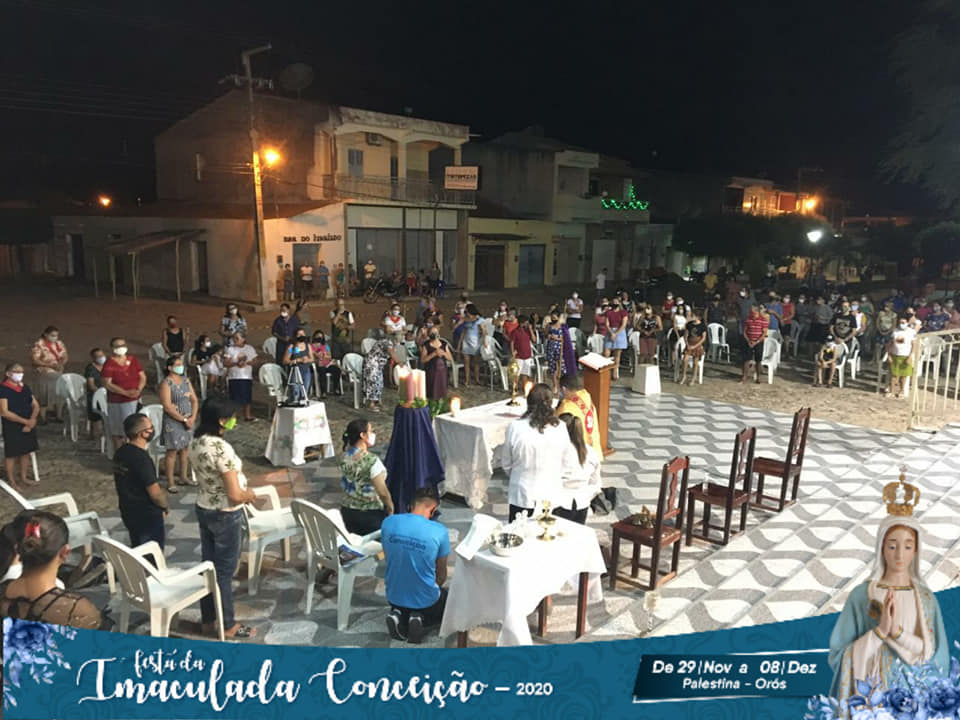
Fiéis celebram a Festa da Imaculada Conceição na área externa da igreja da comunidade em decorrência da pandemia do Covid-19. Autor: Desconhecido. Ano: 2020

### Festa da Padroeira - Imaculada Conceição - 8 de Dezembro[10]
Ao longo do meses de novembro e dezembro são realizadas as festividades da padroeira Imaculada Conceição. Devotos da região fazem procissões, novenas, terços e queima de fogos em homenagem a santa protetora da comunidade. A festa conta com transmissão ao vivo em páginas da internet. 

### Festas de Agosto - Aniversário Distrital - Palefesta[11][12][13][14]
O aniversário de fundação da comunidade é celebrado no final de semana da segunda ou terceira semana de agosto, tendo por objetivo se aproximar o máximo possível da data de fundação da localidade, 16 de agosto de 1959. As comemorações recebem o nome de Palefesta, uma mistura das palavras Palestina e festa. São também popularmente chamadas de "Festas de Agosto" em alusão ao mês em que acontecem.
São três dias de festa com shows de banda de forró, campeonatos esportivos e diversos outros atrativos. Sendo a maior festividade do distrito, a Palefesta arrebata diversos turistas que procuram a região em busca de lazer e diversão.

### Festa dos Caretas
A chamada Festa dos Caretas ocorre ao longo da Semana Santa, principalmente nas regiões do interior do Ceará, sendo bastante conhecida na região centro-sul.

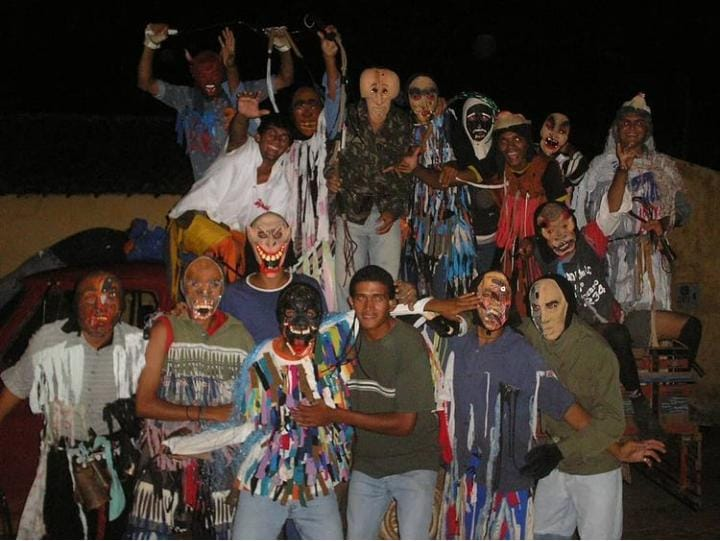
Turma de caretas. Ano: 2006. Palestina, Orós.

No distrito de Palestina, a festa se inicia na segunda-feira após o Domingo de Ramos. Grupos de homens (as chamadas “turmas de caretas”) se fantasiam com máscaras de diversos estilos, chocalhos, roupas decoradas em diversas cores ou com palhas de coco e chicotes. Estando fantasiados, os integrantes da turma saem de povoado em povoado nas zonas rurais recolhendo doações de alimentos.
Comumente, os grupos de caretas levam junto de si instrumentos musicais como o triângulo e a zabumba para animar sua peregrinação de porta em porta, além de um boneco feito de palha representando o apóstolo Judas.
No final da Semana Santa, no Sábado de Aleluia ou na Sexta-feira da Paixão, as turmas de caretas fazem o encerramento da festa com a chamada “Malhação do Judas”, contando com uma grande participação dos membros da comunidade. O grupo de integrantes faz um cercado no qual coloca o boneco de palha em cima de um grande tronco de árvore ao som de muita música e festa, representando a punição de Judas por ter traído Jesus Cristo.